# Studio Babelsberg
Studio Babelsberg en Potsdam-Babelsberg es el estudio cinematográfico más antiguo del mundo y el más grande de Europa. 
Desde 1912, numerosos cineastas de renombre han producido películas importantes no lejos del distrito de villas de Neubabelsberg en Potsdam y Berlín, y sus alrededores, incluidas Metrópolis y El ángel azul . Las producciones más conocidas incluyen Sonnenallee, V de Vendetta, Valkyrie, The Ghostwriter, Cloud Atlas, Monuments Men, The Hunger Games, Isle of Dogs – Atari's Journey, Babylon Berlin y Matrix Resurrections, así como las películas ganadoras del Oscar El pianista, El falsificador, El ultimátum de Bourne, El lector, Bastardos sin gloria, El gran hotel Budapest y El puente de los espías .

## Historia

### El comienzo
El primer edificio en los aproximadamente 460.000 metros cuadrados del predio de la ciudad mediática de Babelsberg fue el Gläserne Atelier, instalado por la productora de cine Deutsche Bioskop, fundada por Julius Grünbaum en 1899. Bioscope encargó a Guido Seeber que buscara un terreno adecuado en el área de Berlín para ampliar su estudio. Después de que se le concediera el permiso de construcción en 1911, las obras en la Stahnsdorfer Straße en Nowawes comenzaron en el invierno de 1911/12 bajo la supervisión técnica de Guido Seeber.

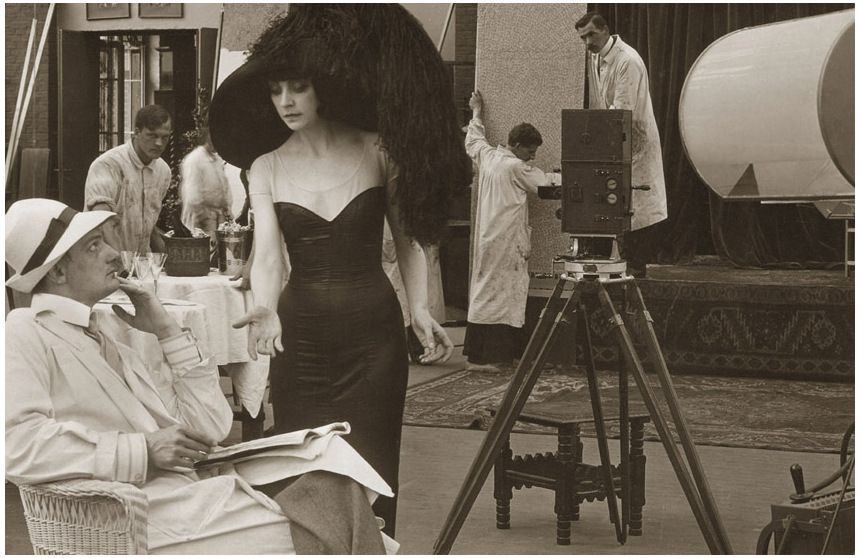
Urban Gad, Asta Nielsen, Der Totentanz

En este edificio comenzó el 12 de febrero de 1912 la filmación de la película muda Der Totentanz de Urban Gad protagonizada por Asta Nielsen. Posteriormente, Bioscop se fusionó con Decla, la rama alemana del grupo cinematográfico francés Eclair, para formar Decla Bioscop, que a su vez fue absorbida por la antigua Ufa en 1921.
El entonces desconocido asistente de dirección Alfred Hitchcock hizo su primera película en 1924/25 en el estudio de Babelsberg. Años más tarde comentó: “Aprendí todo lo que necesitaba saber sobre cine, lo aprendí en Babelsberg.
En 1926, para la película de ciencia ficción Metrópolis de Fritz Lang, se construyó el mayor estudio de Europa, con 5.400 metros cuadrados de superficie y 14 metros de altura: el actual Marlene-Dietrich-Halle. En 1929 se instaló un estudio de cine sonoro, el llamado Tonkreuz, para Melodie des Herzens, el primer largometraje sonoro alemán.  El edificio, que todavía está en uso hoy en día, fue el estudio de grabación más moderno de su época, con cuatro talleres dispuestos en forma de cruz.
Fritz Lang inventó la cuenta atrás para su segunda película de ciencia ficción Frau im Mond en Babelsberg en 1929, mientras que Josef von Sternberg rodó allí la exitosa película El ángel azul con Marlene Dietrich .
Billy Wilder escribió varios borradores de guion en Babelsberg, incluido el guion de 1929 para Los hombres del domingo (director: Robert Siodmak  y el de 1930 para la adaptación cinematográfica de la novela de Erich Kästner Emil und die Detektive (director: Gerhard Lamprecht ).
La época de la República de Weimar puede describirse como la hora del nacimiento del cine expresionista en Alemania: formas pragmáticas de pensar al estilo de la nueva objetividad, la consolidación de la industria cinematográfica a través de la introducción del cine sonoro y la creciente politización del cine estaban en el primer plano.
Numerosas películas musicales exitosas se hicieron en Babelsberg en las décadas de 1930 y 1940.
Allí trabajaron directores como Friedrich Wilhelm Murnau (El último hombre, con el invento de la "cámara desatada"), Fritz Lang (Dr. Mabuse, Los Nibelungos, Metrópolis, M - Una ciudad busca un asesino) y Georg Wilhelm Pabst (El callejón sin alegría, La caja de Pandora, Don Quijote).
Actores como Hans Albers, Lil Dagover, Willy Fritsch, Gustav Fröhlich, Greta Garbo, Heinrich George, Lilian Harvey, Johannes Heesters, Emil Jannings (el primer y hasta ahora único alemán ganador del Oscar como actor), Zarah Leander, Ernst Lubitsch, Hans Moser, Ossi Oswalda, Henny Porten, Marika Rökk, Heinz Rühmann y Sybille Schmitz estuvieron frente a la cámara.

### Época del nacionalsocialismo
Durante el período nacionalsocialista, los estudios produjeron no solo películas de propaganda de la nazi, como Jud Süss, sino también numerosas películas de entretenimiento, las más conocidas incluyen  Frauen sind doch bessere Diplomaten, Münchhausen, Die Feuerzangenbowle y la película de mayor éxito comercial de ese período: Die Große Liebe. El 1 de abril de 1938, la ciudad de Nowawes se fusionó con el municipio de Neubabelsberg para formar la ciudad de Babelsberg, que ya se había incorporado a Potsdam en 1939, con el nuevo nombre destinado a borrar deliberadamente el nombre eslavo Nowawes. Solo desde entonces el sitio ha estado realmente en un lugar llamado Babelsberg . El ministro de propaganda y cine del III Reich, Joseph Goebbels, también conocido como el "Bock von Babelsberg" (cabrón de Babelsberg) debido a su lugar de residencia cercano en la isla Schwanenwerder  en el río Havel y sus numerosas aventuras amorosas, comenzó a planificar la expansión del sitio como "Babelsberg Ufastadt " 

### Período de posguerra y RDA
Mientras que el principal objetivo cinematográfico y político de las potencias ocupantes occidentales después del final de la Segunda Guerra Mundial era evitar cualquier futura acumulación de poder en la industria cinematográfica alemana, los aliados occidentales, sobre todo los estadounidenses, estaban sobre todo interesados en abrir el mercado del cine alemán para sus propios productos. Por otro lado, cuando la industria cinematográfica alemana estaba a punto de afianzarse de nuevo y la reorganización en Alemania Occidental avanzaba con mucha vacilación, el gobierno militar soviético, que estaba interesado en una la rápida reconstrucción de la industria cinematográfica alemana bajo supervisión soviética, integró los estudios de Babelsberg el 17 de mayo de 1946 en la recién fundada DEFA..
Dos meses antes, bajo la tutela de la “DEFA i. Gr." (DEFA en formación) ya se había comenzado a rodar Die Mörder sind unter uns de Wolfgang Staudte, el primer largometraje alemán en la historia de la posguerra (período de rodaje: 16. marzo de 1946 a julio de 1946). Esta fue la primera película alemana filmada en los estudios Althoff en Babelsberg y en las ruinas de Berlín.
De 1946 a 1990 se rodaron en Potsdam-Babelsberg más de 700 largometrajes, más  de 150 películas infantiles y de 1959 a 1990 más de 600 películas para la televisión alemana . Aquí se filmaron conocidas producciones como Die Legende von Paul und Paula, Die Geschichte vom kleinen Muck und Spur der Steine. En 1974, Jakob der Lügner fue la única producción cinematográfica de Alemania Oriental en ser nominada a un Oscar. Coming Out se considera el único largometraje de la RDA con un tema homosexual central.
El taller Althoff fue utilizado por el estudio DEFA (Deutsche Film AG) para noticieros y documentales, los llamados estudios DOKFILM Alt Nowawes. La producción de películas de animación, que originalmente también existía en Babelsberg, se trasladó a Dresde en 1955 al recién fundado estudio DEFA  para dibujos animados.

### Privatización luego de la reunificación
El 1 de julio de 1990, el sitio fue transferido a laTreuhandanstalt como parte de la adquisición por parte de DEFA, que inicialmente continuó administrándolo como DEFA-Estudio Babelsberg GmbH y lo vendió a la empresa francesa Compagnie Générale des Eaux (hoy Vivendi y Veolia Environnement ) en 1992. Ahora, operando bajo el nombre de Estudio Babelsberg GmbH, se invirtieron millones de dólares en la expansión de los talleres y la construcción de la ciudad mediática. De 1992 a 1997, Volker Schlöndorff fue gerente del estudio Babelsberg, su sucesor fue Rainer Schaper, quien murió inesperadamente en 2001. Su sucesora fue Gabriela Bacher, quien, sin embargo, fue despedida luego de 11 meses.
El 3.de enero de 2022, Estudio Babelsberg anunció que se completó su venta a TPG Real Estate Partners (TREP). TREP obtuvo una participación mayoritaria en el estudio al adquirir una participación del principal accionista Filmbetriebe Berlin Brandenburg GmbH a un precio de 4,10 € por acción luego de una oferta pública de adquisición. Estudio Babelsberg seguirá siendo una marca independiente.  

## El estudio de cine hoy
En 2004, la Compagnie Générale des Eaux, que no tuvo éxito en los negocios con el estudio de cine, vendió sus acciones a los nuevos propietarios, Carl Woebcken y Christoph Fisser, y su holding FBB – Filmbetriebe Berlin Brandenburg GmbH . Esto hizo que la empresa se hiciera pública como Estudio Babelsberg AG en 2005. La acción se quitó de la bolsa el 30 de  junio de 2016.debido a un bajo rendimiento.
En 2012, el estudio Babelsberg celebró su centenario. En septiembre de 2021se acordó su adquisición  mayoritaria por parte de TPG Real Estate Partners (TREP), la filial de inversión inmobiliaria de TPG Capital.

### Ciudad mediática Babelsberg
Estudio Babelsberg es ahora parte de la ciudad mediática circundante de Babelsberg, una zona de más de 46 hectáreas de terreno con alrededor de 2.000 personas de la industria del cine y los medios, que también incluye la Universidad de Cine Babelsberg "Konrad Wolf", el centro de transmisión de Rundfunk Berlin-Brandenburg (rbb), el estudio ZDF de la capital del estado de Brandeburgo, la sede de la alemana Film Orchestra Babelsberg, el Museo Alemán de Radiodifusión, el Archivo Alemán de Radiodifusión, la Escuela de Medios Electrónicos, la UFA, el Instituto Erich Pommer, Radio Teddy, el Babelsberger Filmgymnasium (bfg), la Escuela de Medios de Babelsberg (msb), el parque de atracciones Filmpark Babelsberg y varios edificios de oficinas con productoras cinematográficas, agencias y propiedad de más de 150 empresas más pequeñas.
Con fondos del Ministerio Federal de Asuntos Económicos y Energía se estableció en la ciudad mediática de Babelsberg en junio de 2017, el Digital Hub Alemania, con el objetivo de crear un centro digital en el campo de la tecnología de los medios que sea único en el país. Esto tiene como objetivo promover las innovaciones digitales en las áreas de cine, televisión y nuevos medios desde Potsdam. Según informaciones de la ciudad, 800 empresas del sector TIC ya tienen su sede en la capital del estado de Brandeburgo. Como ubicación física, MediaTech Hub Potsdam / la ciudad mediática de Babelsberg ofrece a los involucrados la oportunidad de establecer contactos y trabajar juntos. Entre otras cosas, se desarrollan e implementan nuevos métodos digitales de utilización de datos y producción de medios (por ejemplo: realidad virtual y aumentada).
A mediados de la década de 2020, se construirán un hotel y un centro de congresos, nuevos edificios de oficinas y viviendas y un aparcamiento de varias plantas por unos 500 millones de euros.

### Producciones y desarrollo
El estudio de cine es actualmente, por sus ventas, uno de los más fuertes en Europa. Producciones exitosas fueron, por ejemplo: The Bourne Conspiracy, Valkyrie, Inglourious Basterds o la adaptación cinematográfica de El lector de Schlink , que se realizaron en el estudio Babelsberg en Potsdam y Berlín.
El sitio del estudio Babelsberg cubre un área de más de 173,000 m². Con 21 talleres con una superficie interior total de más de 25 000 m², el estudio es el complejo de talleres de cine conectados más grande de Europa, según su propia descripción  . El estudio cubre todas las fases y áreas de la producción cinematográfica en un solo lugar, por ejemplo, a través de la filial Estudio Babelsberg Motion Pictures, que implementa todo el proceso de fabricación de una producción cinematográfica.

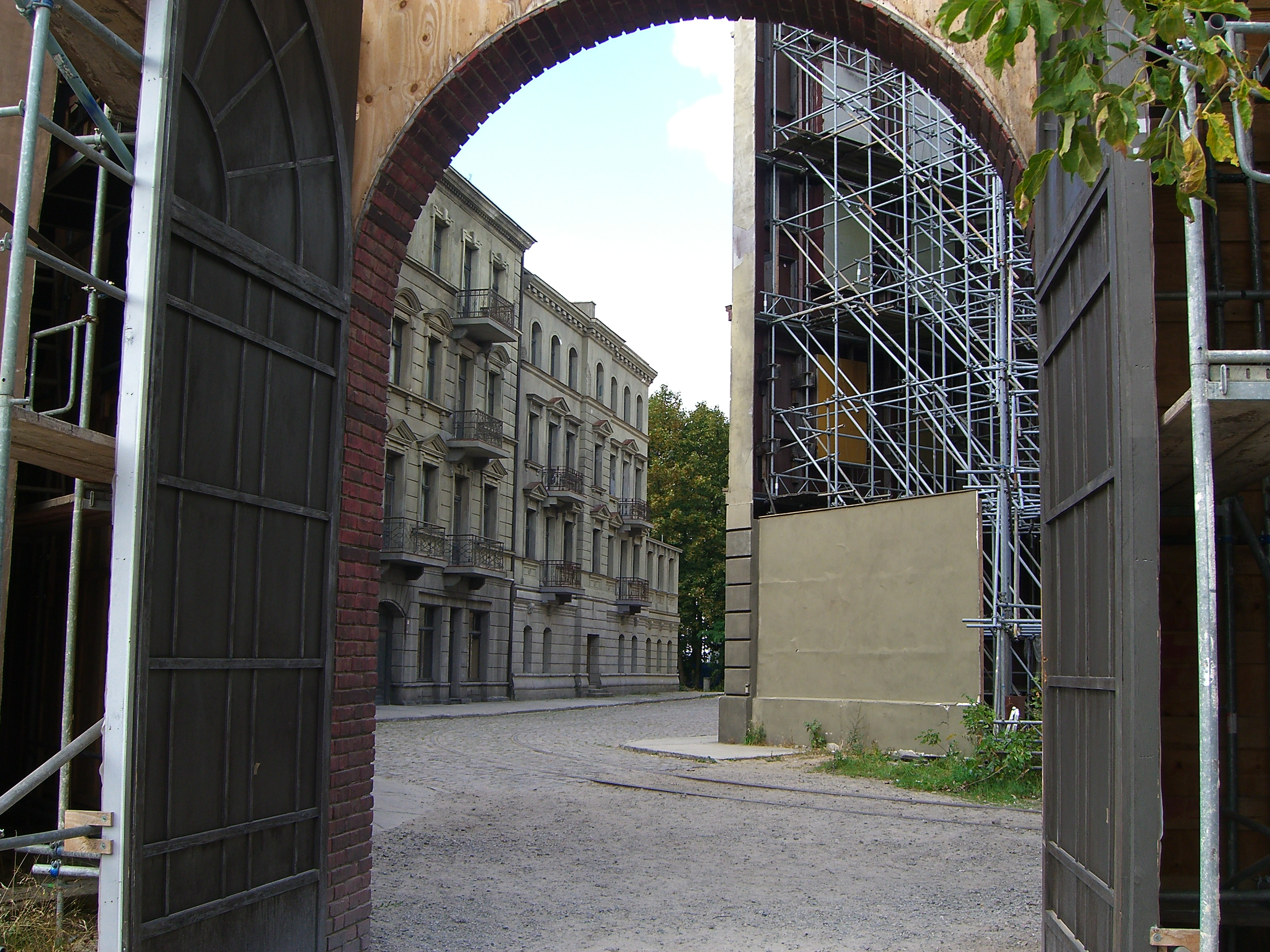
Los platós al aire libre en Berliner Strasse en las instalaciones del estudio Babelsberg

El decorado exterior de una calle de una gran ciudad, conocido como Berliner Strasse, que fue utilizado en varias películas, ha ganado gran notoriedad. Fue creado en 1998 para la película Sonnenallee. Después del rodaje, el plató se amplió y se utilizó en otras producciones, incluidas las películas El pianista, Inglourious Basterds y La ladrona de libros . El telón de fondo fue demolido a finales de 2013. En agosto de 2014, se colocó la primera piedra de la Neue Berliner Straße con la participación de políticos federales y estatales. Se invirtieron 12 millones de euros en el nuevo telón, cubre un área de más de 15.000 m² y es tres veces el tamaño del antiguo telón de fondo. Al igual que antes, también se pueden imitar otras ciudades, además de Berlín, con los edificios exteriores. La configuración híbrida modular es única en Europa. La primera producción de 2016 fue la serie alemana Babylon Berlin (director, entre otros: Tom Tykwer ) ambientada en Berlín en la década de 1920. En la Neue Berliner Straße (comercializada con el nombre Metropolitan Backlot  ) tuvieron lugar el rodaje del thriller de misterio germano-británico Mute y la adaptación del libro alemán La revolución silenciosa.
Otras películas del cine alemán que se rodaron al menos parcialmente en Babelsberg incluyen Boxhagener Platz, Russendisko, Anleitung zum Unglücklichsein, Das kalte Herz, Jim Knopf y Lukas der Lokomotivführer.
Con la fundación de la filial Traumfabrik Babelsberg GmbH, el estudio Babelsberg quiere volver al desarrollo y la producción de producciones propias alemanas.  En 2018 tuvo lugar el rodaje de la primera producción propia después de más de 20 años, la película Traumfabrik, con Emilia Schüle y Dennis Mojen en los papeles principales. 
Entre las conocidas producciones de la televisión alemana se incluyen, por ejemplo, el largometraje Nacht über Berlin, la internacionalmente aclamada Hijos del Tercer Reich y varias temporadas de las mundialmente famosas series Babylon Berlin y Dark.
Además de producciones cinematográficas y largometrajes de televisión, la serie de televisión estadounidense Homeland se produjo en Babelsberg, Berlín y sus alrededores en 2015. Con su quinta temporada completa, Homeland fue la primera serie estadounidense filmada exclusivamente en Alemania. En el invierno de 2015/16, se rodó una segunda serie estadounidense, Berlin Station, en las instalaciones del estudio y utilizando motivos originales en Potsdam y Berlín. Le siguió una segunda parte, así como otras series internacionales como Counterpart y Foundation para Apple TV+.
En junio de 2018, en fx. Center abrió un estudio volumétrico para filmación en 3D en las instalaciones del estudio.  Según el estudio, este es el primer taller de este tipo en el continente europeo. El estudio volumétrico tiene una superficie de 170 m² y está equipado con 32 cámaras. Las personas y los objetos se pueden escanear tridimensionalmente y de forma realista en la habitación. La tecnología básica asociada fue desarrollada especialmente por el Instituto Fraunhofer Heinrich Hertz . La empresa operativa Volucap GmbH fue fundada por los accionistas ARRI Cine Technik GmbH & Co. Betriebs KG, Fraunhofer-Gesellschaft, Interlake System GmbH, Studio Babelsberg AG y UFA GmbH . El estudio Babelsberg participa con un 24.9 %.  Además de los rodajes en 3D, en el futuro también será posible crear rodajes en los que los espectadores puedan utilizar la tecnología adecuada para decidir por sí mismos desde qué perspectiva quieren seguir los acontecimientos de la película.
Después de completar la filmación de Matrix Resurrections en 2020, el estudio Babelsberg cambió el nombre de su sala de rodaje más grande (Stage 20) a "Rainbow Stage" en honor a los hermanos Wachowski . 
En 2021, el escenario de producción virtual permanente más grande de Europa se instaló en Studio Babelsberg para la gran producción europea de Netflix 1899 .  El estudio es operado por Dark Bay GmbH, que es administrado por Baran Bo Odar y Jantje Friese . Netflix y el banco de inversión del estado de Brandeburgo financiaron el proyecto. Para recaudar los fondos necesarios, Netflix se ha comprometido a realizar varios proyectos en el estudio Dark Bay en los próximos años. El Ministerio de Asuntos Económicos de Brandeburgo financió el proyecto con alrededor de dos millones de euros.  El fabricante alemán de tecnología de películas ARRI fue responsable de la planificación, coordinación e instalación de todos los componentes.  El núcleo del escenario de producción virtual es una cúpula Led dinámica de 7 metros de altura con un diámetro de 23 metros. Los fondos dinámicos se renderizan en tiempo real usando un motor de videojuegos (Unreal Engine).

### Estructura del grupo
Las subsidiarias más importantes del Estudio Babelsberg AG incluyen:
- Estudio Babelsberg Motion Pictures GmbH (100 %) – Director General Henning Molfenter
- Departamento de Arte del Estudio Babelsberg GmbH (100 %) – Director General Michael Düwel
- Babelsberg Film GmbH (100 %) – directores generales Carl Woebcken, Henning Molfenter, Christoph Fisser
- Fábrica de sueños Babelsberg GmbH (51 %) Desarrollo y producción de películas alemanas – Director general Christoph Fisser[29]
- Nefzer Babelsberg GmbH (50 %) Efectos especiales – Director General Gerd Nefzer

## Selección de películas de cine producidas en Babelsberg

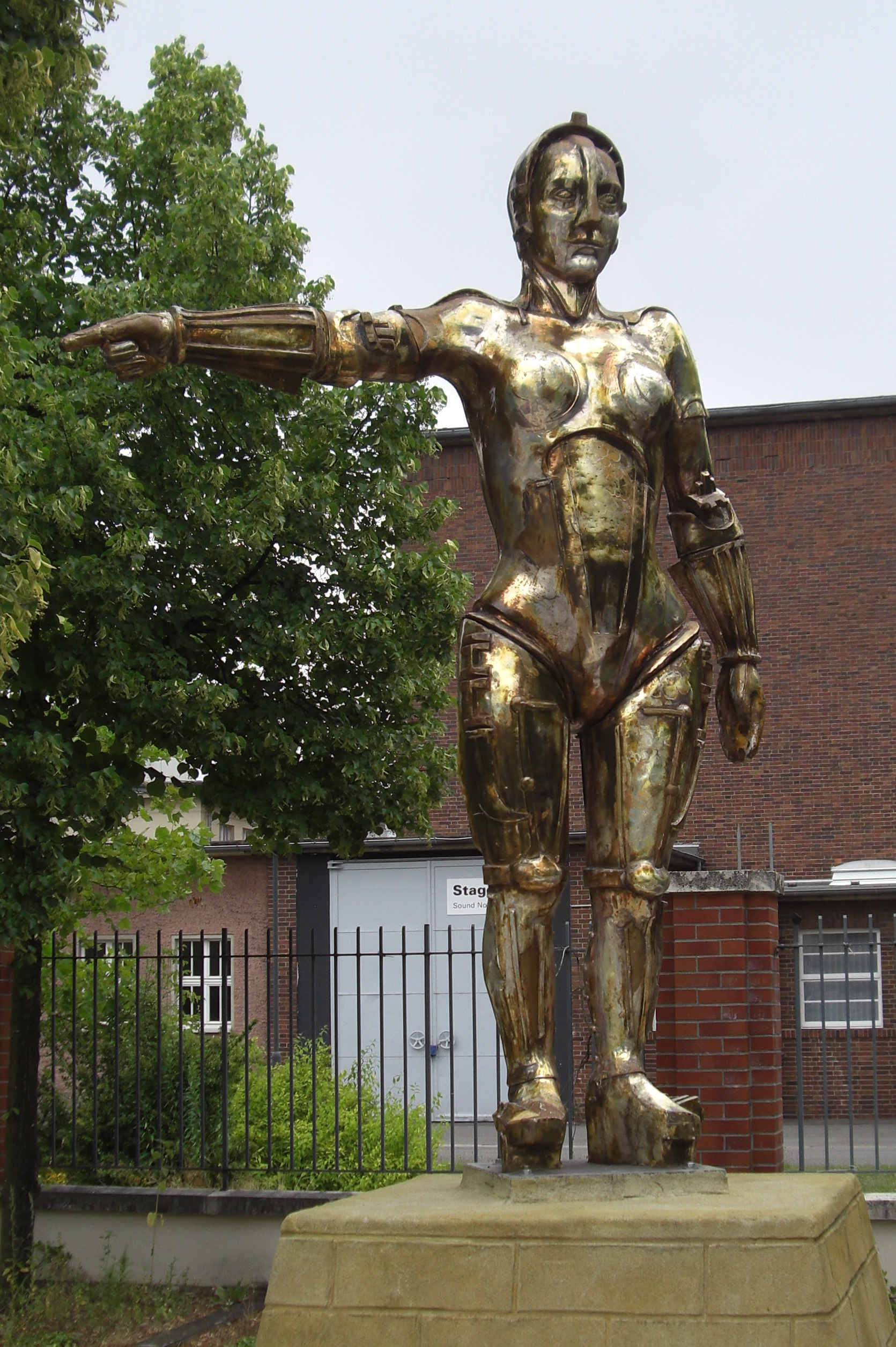
La película Metrópolis de Fritz Lang, producida en Babelsberg en 1927, fue el primer largometraje de ciencia ficción de la historia. En la imagen: la Máquina-María, estatua del personaje cinematográfico como exhibición en el vecino Filmpark Babelsberg.

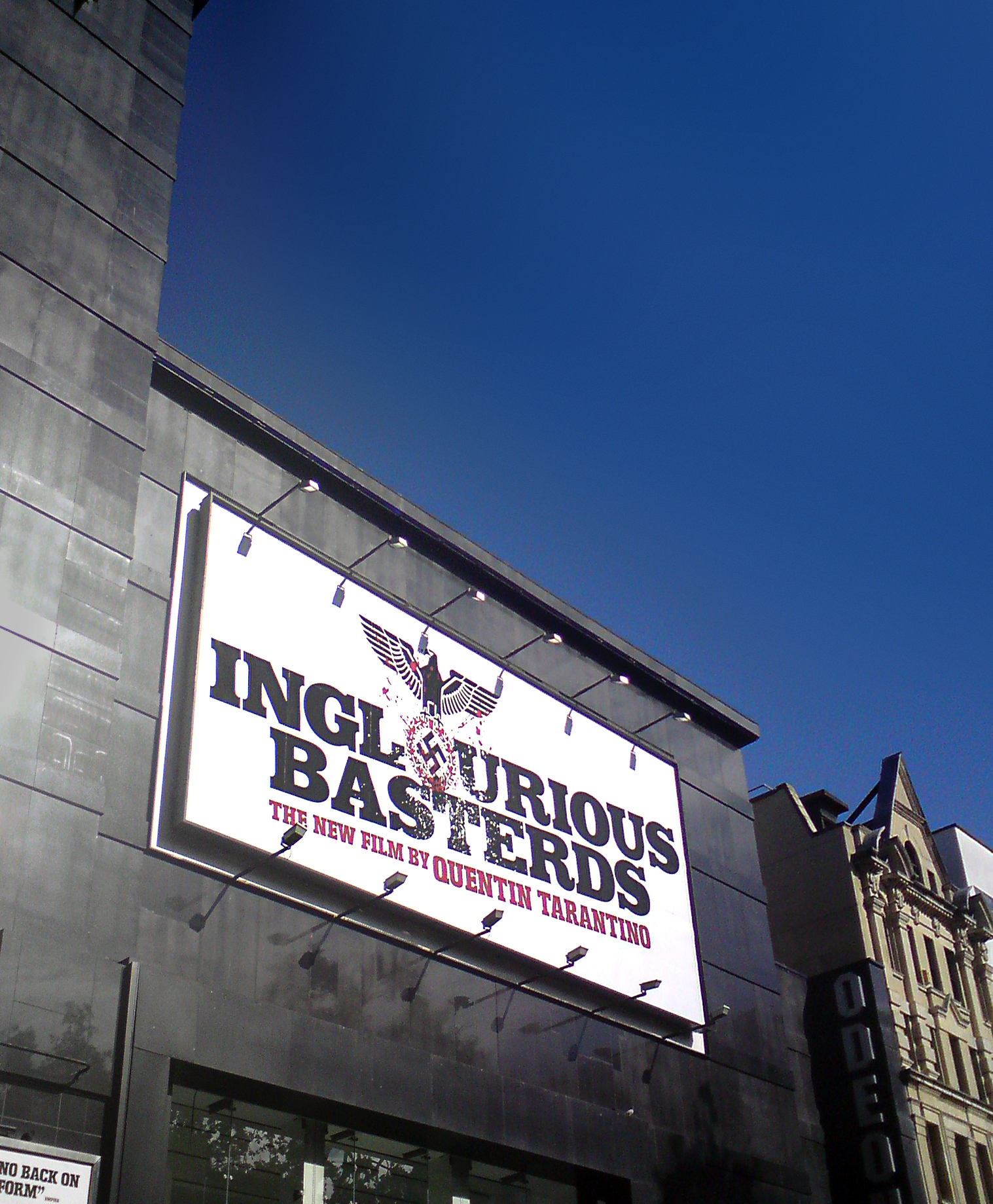
Anuncio en el cine Odeon de Londres para la película Inglourious Basterds de Quentin Tarantino de 2009, que se produjo en Babelsberg.

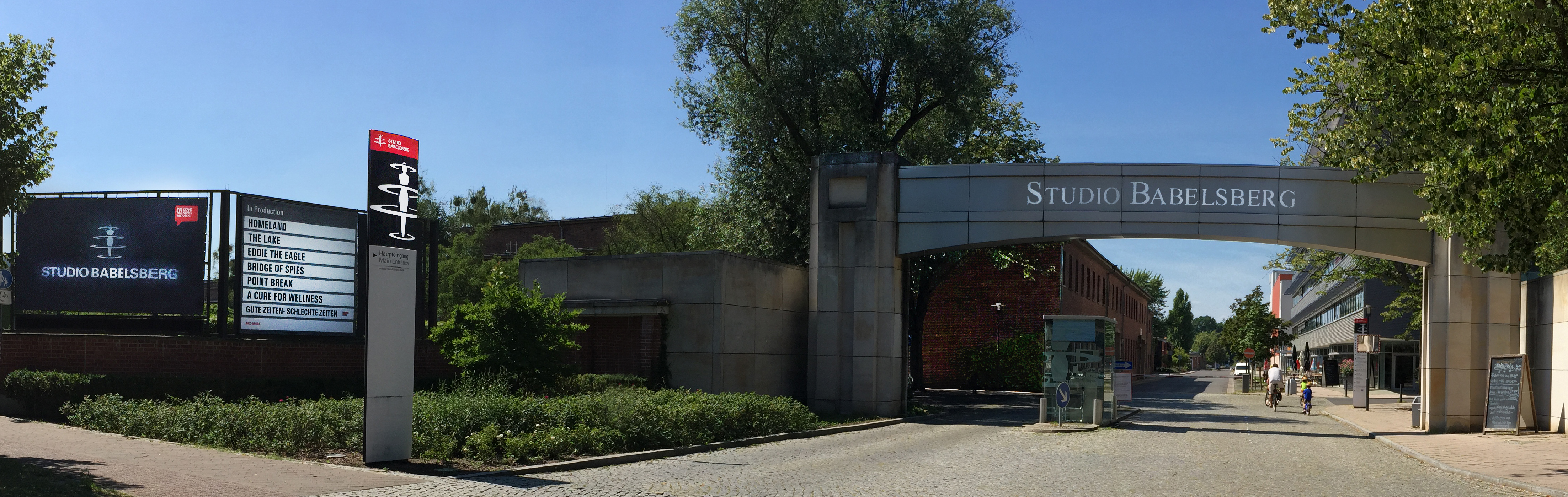
Entrada principal del estudio de cine en 2015 con las producciones actuales anunciadas

- Der Totentanz (1912) Primera producción en el área del estudio Babelsberge
- Die Kinder des Generals (1912)
- El estudiante de Praga (1913)
- Und das Wissen ist der Tod (1916)
- Homunculus (1916/17)
- El gabinete del doctor Caligari (1920)
- Genuine (1920)
- Las tres luces (1921)
- Zirkus des Lebens (1921)
- Der Mord in der Greenstreet (1921)
- El doctor Mabuse (1922)
- El nuevo fantomas (1922)
- Die Prinzessin Suwarin (1923)
- Seine Frau, die Unbekannte (1923)
- Die Finanzen des Großherzogs (1923/24)
- Los nibelungos (1924)
- Zur Chronik von Grieshuus (1923–1925)
- Der letzte Mann (1924)
- Pietro, der Korsar (1924/1925)
- Die Prinzessin und der Geiger (1925) unter Mitarbeit von Alfred Hitchcock in verschiedenen Funktionen
- Lebende Buddhas (1925)
- Varieté (1925)
- Metrópolis (1927) Erster Science-Fiction-Langfilm
- Melodie des Herzens (1928) Erster deutscher Ton-Langspielfilm
- Asphalt (1929)
- Frau im Mond (1929) Erfindung des Countdown durch Fritz Lang
- Der Schuß im Tonfilmatelier (1930)
- El ángel azul (1930)
- Das Flötenkonzert von Sans-souci (1930)
- Alraune (1930)
- Die Drei von der Tankstelle (1930)
- Der Kongreß tanzt (1931) Erster großer Musikfilm des deutschen Tonfilms
- Yorck (1931)
- Im Geheimdienst (1931)
- Meine Frau, die Hochstaplerin (1931)
- Emil und die Detektive (1931)
- F.P.1 antwortet nicht (1932)
- Ich bei Tag und Du bei Nacht (1932)
- Unter heißem Himmel  (1936)
- Zu neuen Ufern (1937)
- Der Mann, der Sherlock Holmes war (1937)
- La Habanera (1937)
- Madame Bovary (1937)
- Hallo Janine (1938)
- Kora Terry (1940)
- El judío Süß (1940)
- Der ewige Jude (1940)
- Frauen sind doch bessere Diplomaten (1941) Erster deutscher Farbfilm
- Münchhausen (1943)
- Damals (1943)
- Die Frau meiner Träume (1943)
- Die Feuerzangenbowle (1944)
- Das kalte Herz (1950)
- Das Beil von Wandsbek (1951)
- Die Geschichte vom kleinen Muck (1953) Erste Märchen-Verfilmung aus Babelsberg
- Das singende, klingende Bäumchen (1957)
- Der schweigende Stern (1960) Erster Science-Fiction-Film zur DEFA-Zeit
- Schneewittchen (1961)
- Nackt unter Wölfen (1963)
- Der geteilte Himmel (1964)
- König Drosselbart (1965)
- Spur der Steine (1966)
- Yo tenía 19 años (1968)
- Signale – Ein Weltraumabenteuer (1970)
- La cenicienta y el príncipe (1973)
- Die Legende von Paul und Paula (1973)
- Jakob der Lügner (1974)
- Lotte in Weimar (1975)
- Solo Sunny (1980)
- Der Aufenthalt (1983)
- Coming Out (1989)
- Pappa ante portas (1990)
- Novalis – Die blaue Blume (1993)
- Der Kinoerzähler (1993)
- Die unendliche Geschichte 3 – Rettung aus Phantásien (1994)
- Eine Couch in New York (1996)
- Sonnenallee (1999)
- Marlene (2000)
- Duell – Enemy at the Gates (2001)
- Der Pianist (2002)
- Equilibrium – Killer of emotions (2002)
- Die Bourne Verschwörung (2004)
- In 80 Tagen um die Welt (2004)
- Beyond the Sea – Musik war sein Leben (2004)
- Willenbrock (2005)
- Flightplan – Ohne jede Spur (2005)
- Æon Flux (2005)
- Black Book (Film) (2005)
- V wie Vendetta (2005)
- Berliner Reigen (2006)
- Die Fälscher (2007, Oscar 2008)
- Tage des Zorns (2007)
- Speed Racer (2007)
- Operation Walküre – Das Stauffenberg-Attentat (2007)
- Das Bourne Ultimatum
- The International (2008)
- Der Vorleser (2008)
- Bastardos sin gloria (2008)
- Asesino ninja (2008)
- Pandorum[30] (2008/2009)
- Whisky con vodka (2009)
- El escritor fantasma (2009)
- Witch Lilli - El dragón y el libro mágico (2009)
- Jerry algodón (2009)
- Boxhagener Platz (2009/2010)
- Pollo con ciruelas[31] (2010)
- Identidad desconocida (2010)
- ¿Quién es Hanna? (2010)
- Aparición - La aparición (2010)
- Anónimo[32] (2011)
- Hansel y Gretel: Cazadores de brujas[33] (2011)
- Los tres mosqueteros 3D[34] (2011)
- Disco ruso[35] (2011)
- Guía de la infelicidad (2011)
- Witch Lilli - El viaje a Mandolan (2011)
- Atlas de nubes (2012)
- La bella y la bestia (2013)
- Gran Hotel Budapest (2013)
- La ladrona de libros (2013)
- Grandes negocios (2013)
- Monumentos Hombres (2014)
- Los juegos del hambre - Sinsajo Parte 1+2 (2014)
- Las voces (2014)

- Hombres y pollo (2014)
- Puente de espías - El negociador (2015)
- Punto de quiebre (2015)
- Hitman: Agente 47 (2015)
- Eddie el águila - Todo es posible (2015)
- Capitán América: Civil War 2016
- El corazón frío (2016)[36]
- Una cura para el bienestar (2016)[37]
- Renegados ( En el lago, 2016)
- Jim Button y Luke, el maquinista (2017)[38]
- Mudo (2017)[38]
- subida No. ¡Fuera de! (2017)
- El aula silenciosa (2017)[39]
- Isla de perros (2017)
- Conspiración - La chica en la telaraña (2018)
- 25 kmh (2018)
- Mareas (2018)
- Una vida oculta (2019)
- Fábrica de sueños (2019)
- 3 Los ángeles de Charlie (2019)
- Una vida oculta (2019)[40][41]
- Fabián o El paseo de los perros (2019)
- Jim Button y los salvajes 13 (2020)
- El despiadado de Tom Clancy (2021)
- Batido de pólvora (2021)
- El despacho francés (2021)
- Matrix Resurrecciones (2021)
- Múnich – Ante la guerra (2021)
- Inexplorado (2022)

### Selección de futuras películas que ya han sido producidas en los estudios de cine
- John Wick: Capítulo 4 (2022)
- Retribución (2022)
- Cabeza de bolsa (2022)
- El último viaje de Deméter (2022)

### Selección de producciones de televisión y streaming
- Catalina la Grande (1995) Película de televisión
- Good Times Bad Times (desde 1995) Telenovela
- Aguas hostiles: un thriller submarino (1997) Película para televisión
- Castillo de Einstein (1998-2007) serie de televisión para niños
- Bianca - Caminos a la felicidad (2004-2005) telenovela
- Sueños de la gran ciudad (2000)
- Lexx - The Dark Zone (1997-2002, en parte ) Serie de televisión
- Klinikum Berlin Mitte - La vida en espera (2002-2003) Serie de televisión
- Tessa - Life for Love (2005-2006) telenovela
- Vera al mediodía (2002-2004) programa de entrevistas
- Caminos a la felicidad, antes Julia - Caminos a la felicidad (2005-2008) telenovela
- Alisa - Sigue tu corazón [42] (2008-2010) telenovela
- Hanna - Sigue tu corazón (2010) Telenovela
- Caminos a la felicidad - Huellas en la arena (2012) Telenovela
- Nuestras madres, nuestros padres  (2012) Película para televisión en tres partes
- Noche sobre Berlín [43] (2012) Película para televisión
- Homeland [44] (2015) Serie de televisión estadounidense, temporada 5 completa. Serie
- Estación de Berlín [45][46] (2015) Serie de televisión estadounidense, primero y segundo completos Serie
- Babylon Berlin [21] Serie de televisión alemana, 1ª a 4ª Temporada (desde 2016)
- Contraparte (2017-2018) Serie de televisión estadounidense, primera y segunda Serie
- Late Night Berlin (2018) Programa nocturno de televisión 1.° y 2.° Serie
- Dark (2018) Segunda y tercera serie de televisión original alemana de Netflix Serie
- Fundación (2019) Apple TV+
- Honecker y el pastor (2021) Película de televisión
- 1899 (2022) Serie de televisión original europea de Netflix

## Literatura
- Sebastian Stielke : "100 hechos sobre Babelsberg - Cuna del cine y la ciudad de los medios modernos" . alemán/inglés, Bebra-Verlag, Berlín 2021, ISBN 978-3-86124-746-3 .
- Uwe Fleischer, Helge Trimpert: ¿Cómo lo hiciste? Los camarógrafos de Babelsberg abren su bolsa de trucos. Schüren Verlag 2015, ISBN 978-3-89472-916-5
- Annette Dorgerloh, Marcus Becker (eds. ): ¿Es todo solo escenografía? ! Salas de cine de la fábrica de sueños de Babelsberg. VDG Weimar 2015, ISBN 978-3-89739-845-0
- Museo del Cine de Potsdam / HFF (ed. ): Film City Potsdam – locaciones e historias hendrik Bäßler Verlag, Berlín 2013, ISBN 978-3-930388-76-9
- Filmmuseum Potsdam / HFF (ed.): 100 Years Studio Babelsberg – The Art of Filmmaking. teNeues-Verlag, 2012, ISBN 978-3-8327-9609-9 .
- Daniela Sannwald, Christina Tilmann (eds. ): Las mujeres de Babelsberg. Imágenes de la vida de 100 años de historia del cine . edición ebersbach, Berlín 2012, ISBN 978-3-86915-059-8 .
- Hanns-Georg Rodek : Paz a las villas, guerra a los palacios. Hace cien años, la primera toma tuvo lugar en Studio Babelsberg. Las estrellas no solo filmaron allí, sino que también vivían al otro lado de la calle. En: Mundo en domingo . 12 de febrero de 2012, página 46 (en línea) .
- Babelsberg. En: James Monaco, Hans-Michael Bock: Entender el cine. la enciclopedia Los términos técnicos más importantes para el cine y los nuevos medios. Nueva edición revisada. Libro en rústica de Rowohlt, Reinbek cerca de Hamburgo 2011, ISBN 978-3-499-62667-8, página 27.
- Hans-Jürgen Tast (ed. ): Anton Weber (1904–1979) – arquitecto de cine en la UFA. Schellerten, 2005, ISBN 3-88842-030-X .
- Museo del Cine de Potsdam (ed. ): Babelsberg – Rostros de una ciudad de cine. Henschel, Berlín 2005, ISBN 3-89487-508-9 .
- Wolfgang Berschein, Michaela Schubert: Potsdam-Babelsberg - la guía de viaje especial. Babelsberg y Hollywood, colonia de villas, parque, castillo, ciudad de los medios. Como fue y es. Wolbern-Verlag 2005, ISBN 3-9808472-2-5 .
- Hans-Michael Bock, Michael Töteberg (eds. ): El libro de Ufa. Arte y crisis, estrellas y directores, negocios y política. Dos mil uno, Fráncfort del Meno 1992 (2. Edición 1994), ISBN 3-86150-065-5 .
- Wolfgang Jacobsen (ed. ): Babelsberg. El Estudio de Cine . Argon, Berlín 1992 (3.ª edición actualizada 1994, ISBN 3-87024-291-4 ).
- Hans-Michael Bock : estudios de Berlín. Un pequeño diccionario . En: Uta Berg-Ganschow / Wolfgang Jacobsen (eds. ): ... película ... ciudad ... cine ... Berlín ... Argon, Berlín-Oeste 1987, ISBN 3-87024-105-5 .